# ホワイト企業大賞
ホワイト企業大賞（ホワイトきぎょうたいしょう）とはホワイト企業大賞企画委員会が毎年行っている、いわゆるホワイト企業に対して送られる賞である。この項目では、同大賞を運営するホワイト企業大賞計画委員会についても触れる。

## 概要
2014年当時、ブラック企業大賞がメディア等に取り上げられており、「ブラック企業より、ホワイト企業を探したい、増やしたい」想いで集まった専門家有志が集い、同年にホワイト企業大賞計画委員会が発足。大賞の選考を開始した。現在、同委員会の委員数は17人以上在籍している。

## 選考基準
企業は応募時に「エントリーシート」「企業説明資料」を提出し、さらに、「ホワイト企業指数アンケート」を提出する。この３つの書類により大賞・副賞を選考する。

### ホワイト企業指数アンケート
ホワイト企業大賞計画委員会が定めているホワイト企業の定義「社員の幸せと働きがい、社会への貢献を大切にしている企業」に基づき3つの大項目（個人、職場の関係性、社会貢献）と4つの小項目（人間的成長、自律、信頼、誇り）からなる。
このアンケートの質問事項はネッツトヨタ南国で長年活用されたものを大幅に修正・追加したものを使用している。ただし、これらの項目は1つの資料であり、明確な受賞基準はない。

## 選考スケジュール
大まかな選考スケジュールは以下の通り
1. エントリー(5月中旬から)
2. 「ホワイト企業指数」アンケート提出(8月末まで)
3. 選考(9〜10月)
4. 表彰式(翌年2月)

## 歴代大賞受賞企業
各年の大賞受賞企業は以下の通り

### 2014年度
未来工業株式会社（岐阜県）
ネッツトヨタ南国株式会社（高知県）

### 2015年度
石坂産業株式会社（埼玉県）
医療法人ゆめはんな会 ヨリタ歯科クリニック（大阪府）

### 2016年度
ダイヤモンドメディア株式会社（東京都）
西 精工株式会社（徳島県）
株式会社日本レーザー（東京都）

### 2017年度
株式会社ピアズ（東京都）
株式会社森へ（神奈川県）
リベラル株式会社（東京都）

### 2018年度
株式会社荒木組（岡山県）
坂井耳鼻咽喉科（愛知県）

### 2019年度
医療法人かがやき（岐阜県）
GCストーリー株式会社（東京都）

### 2020年度
有限会社 谷川クリーニング
株式会社京屋染物店
MAISON CACAO株式会社

### 2021年度
iYell株式会社

### 2022年度
iYell株式会社

### 2023年度
株式会社王宮 ブリッジホテルグループ

### その他副賞
2019年、ワタミグループ 三代目鳥メロが副賞を受賞している。ワタミグループは以前ブラック企業大賞を受賞している。

## その他の活動
ホワイト企業大賞計画委員会は大賞の運営の他に、ホワイト経営勉強会（2017年から）、ホワイト経営合宿（2015年から）、講演会なども行っている。